# Європейська конфедерація волейболу
Європейська конфедерація волейболу (фр. Confédération Européenne de Volleyball, скор. CEV, в українській транслітерації ЄКВ) — структура, що керує європейським волейболом, об'єднує 56 національних федерацій. Представляє Міжнародну федерацію волейболу (ФІВБ) у європейських країнах. Штаб-квартира розташована в столиці Великого герцогства Люксембург місті Люксембург. З 17 жовтня 2015 року президентом ЄКВ є Александар Борічич (Сербія).

## Історія
21 жовтня 1963 року, виконуючи рішення VIII Конгресу ФІВБ, створили Європейську комісію з волейболу (ЄКВ), завданням якої були організація та розвиток волейболу в країнах Європи. До її складу включили 24 національні федерації країн європейського континенту, які були, на той момент, членами ФІВБ. У тому числі 10 країн, які були засновниками ФІВБ у 1947 році (Бельгія, Угорщина, Італія, Нідерланди, Польща, Португалія, Румунія, Франція, Чехословаччина, Югославія) і 14 країн, які приєднались до Міжнародної федерації волейболу в період з 1949 до 1961 року (Австрія, Албанія, Болгарія, Греція, Данія, Іспанія, Люксембург, Норвегія, СРСР, Туреччина, Фінляндія, ФРН, Швейцарія та Швеція).
9 вересня 1973 року в Гаазі (Нідерланди) на спеціально скликаній Генеральній асамблеї ЄКС комісія була перетворена на конфедерацію та отримала сьогоднішню назву. На той момент вона об'єднувала національні федерації 28 країн (крім вищеназваних, ще і Англія, НДР, Ізраїль та Шотландія).
У 1948 році в Італії ФІВБ провела перший чемпіонат Європи з волейболу серед чоловічих команд, а в 1949 у Чехословаччині — і перший чемпіонат Європи серед жінок. З 1963 року європейські першості проходять під егідою Європейської комісії, а з 1975 — Європейської конфедерації волейболу.
У 1966 році в Угорщині було проведено перший  чемпіонат Європи з волейболу серед чоловічих та жіночих молодіжних команд. З 1995 року проходять чемпіонати Європи серед юнаків та дівчат.
З 1988 року проводять чемпіонат малих країн Європи серед чоловічих команд, а з 1990 і серед жіночих національних збірних для країни з малою кількістю населення або низьким рівнем розвитку волейболу. На даний момент його організацією та проведенням займається Дивізіон малих країн ЄКВ.

## Президенти ЄКВ
1973—1979 —  Джанкарло Г'яноці
1979—1983 —  Жорж Будрі
1983—1987 —  Душан Преложни
1987—1993 —  Пітер де Брьойн
1993—1995 —  Михаліс Мастрандреас
1995—2001 —  Рольф Андресен
2001—2015 —  Андре Мейєр
з 2015 —  Олександр Борічич

## Структура ЄКВ
Найвищий керівний орган Європейської конфедерації волейболу — Генеральна асамблея, яка скликається не рідше ніж один раз на 4 роки (в основному під час першості Європи) для виборів керівного комітету, кожні два роки — для вирішення інших питань. Чергова 36-а асамблея пройшла в жовтні 2015 року в Софії (Болгарія).
Для вирішення завдань, які ставляться Генеральною асамблеєю перед ЄКВ, а також вимог статуту, делегати асамблеї терміном на 4 роки вибирають Адміністративну раду в кількості 30 людей. Вона збирається не рідше одного разу в рік. Зі складу своїх членів Адміністративна рада вибирає Виконавчий комітет, який реалізує рішення Генеральної асамблеї, а також організовує щоденну роботу ЄКВ. Керує її роботою Президент Європейської конфедерації волейболу, яка вибирається Конгресом терміном на 4 роки.
Для вирішення спеціальних завдань, які стоять перед ЄКВ, у її структурі створені постійні технічні комісії: організаційна, фінансова, юридична, суддівська, медична, пляжного волейболу, європейських кубків.
У складі Європейської конфедерації волейболу створені також волейбольні зональні асоціації, які є структурними підрозділами ЄКВ. Вони повноправні представники ЄКВ у своїх географічних зонах. Всього їх 4: Балканська (Balkan Volleyball Association — BVA), Середньоєвропейська (Middle European Volleyball Zonal Association — MEVZA), Східноєвропейська (East European Volleyball Zonal Association — EEVZA) та Північноєвропейська (North European Volleyball Zonal Association — NEVZA). Крім зональних асоціацій створено Дивізіон малих країн ЄКВ (Small Countries Division — SCD), у який входять 15 країн-членів ЄКВ з нечисленним населенням та низьким рівнем розвитку волейболу.

## Офіційні змагання
У рамках своєї діяльності Європейська конфедерація волейболу відповідає за проведення наступних турнірів:
- Чемпіонати Європи серед національних збірних команд — один раз на два роки по непарних роках
- Чемпіонати Європи серед молодіжних збірних команд — один раз на два роки по парних роках
- Чемпіонати Європи серед юніорських збірних команд — один раз на два роки по непарних роках
- Євроліга серед чоловічих та жіночих команд — щорічно
- Кваліфікаційні турніри до олімпійських волейбольних турнірів, чемпіонатів світу серед національних збірних команд, Гран-Прі серед жіночих національних збірних команд та чемпіонатів світу серед молодіжних збірних команд
- Європейські кубкові турніри серед клубних команд (Ліга чемпіонів, Кубок ЄКВ та Кубок виклику) — щорічно
- Чемпіонати Європи та європейська серія з пляжного волейболу

## Члени ЄКВ
| Країна               | Національна федерація                                                         | Рік вступу до ФІВБ | Сайт                                                                   | Зональна асоціація та дивізіон |
| -------------------- | ----------------------------------------------------------------------------- | ------------------ | ---------------------------------------------------------------------- | ------------------------------ |
| Австрія              | Österreichischer Volleyball Verband                                           | 1953               | volleynet.at [Архівовано 17 березня 2009 у Wayback Machine.]           | MEVZA                          |
| Азербайджан          | Azәrbaycan Voleybol Federasiyaši                                              | 1992               | avf.az                                                                 | EEVZA                          |
| Албанія              | Federata Shqiptare e Volejbollit                                              | 1949               | fshv-albania.com                                                       | BVA                            |
| Англія               | English Volleyball Association                                                | 1964               | volleyballengland.org [Архівовано 16 грудня 2008 у Wayback Machine.]   |                                |
| Андорра              | Federacio Andorrana de Voleibol                                               | 1987               | fav.ad [Архівовано 8 квітня 2022 у Wayback Machine.]                   | SCD                            |
| Вірменія             | Hayastan Voleyboli Federatsia                                                 | 1992               | volley.am                                                              |                                |
| Білорусь             | Белорусская федерация волейбола                                               | 1992               | bvf.by                                                                 | EEVZA                          |
| Бельгія              | Vlaamse Volleybalbond Federation Royale Belge de Volley-Ball                  | 1947               | volleyvvb.be [Архівовано 4 березня 2011 у Wayback Machine.]            |                                |
| Болгарія             | Блъгарска Федерация Волейбол                                                  | 1949               | volleyball.bg [Архівовано 8 серпня 2020 у Wayback Machine.]            | BVA                            |
| Боснія і Герцеговина | Odbojkaški Savez Bosne i Hercegovine                                          | 1992               | osbih.ba [Архівовано 16 березня 2011 у Wayback Machine.]               | BVA                            |
| Угорщина             | Magyar Röplabda Szövetseg                                                     | 1947               | hunvolley.hu [Архівовано 23 березня 2011 у Wayback Machine.]           | MEVZA                          |
| Німеччина            | Deutscher Volleyball Verband                                                  | 1957 (ФРН)         | volleyball-verband.de [Архівовано 26 червня 2016 у Wayback Machine.]   |                                |
| Гібралтар            | Gibraltar Volleyball Association                                              | 1984               | SCD                                                                    |                                |
| Гренландія           | Kalaallit Nunaanni Volleyballertartut Kattuffiat Gronlands Volleyball Forbund | 1998               | volleyball.gl [Архівовано 3 вересня 2016 у Wayback Machine.]           | NEVZA, SCD                     |
| Греція               | Ελληνικη Ομοσπονδια Ρετοσφαιρισησ                                             | 1951               | volleyball.gr [Архівовано 15 жовтня 2016 у Wayback Machine.]           | BVA                            |
| Грузія               | Sakartvelos Prengurtis Federatsia                                             | 1992               |                                                                        |                                |
| Данія                | Dansk Volleyball Forbund                                                      | 1955               | volleyball.dk [Архівовано 17 жовтня 2007 у Wayback Machine.]           | NEVZA                          |
| Ізраїль              | Igud HaKadur'af BeIsrael                                                      | 1953               | iva.org.il [Архівовано 8 грудня 2008 у Wayback Machine.]               |                                |
| Ірландія             | Volleyball Association of Ireland                                             | 1982               | volleyballireland.com [Архівовано 11 грудня 2008 у Wayback Machine.]   | SCD                            |
| Ісландія             | Blaksamband Islands                                                           | 1974               | bli.is [Архівовано 16 грудня 2008 у Wayback Machine.]                  | NEVZA, SCD                     |
| Іспанія              | Real Federacion Espaňola de Voleibol                                          | 1953               | rfevb.com [Архівовано 11 лютого 2011 у Wayback Machine.]               |                                |
| Італія               | Federazione Italiana Pallavolo                                                | 1947               | federvolley.it [Архівовано 21 вересня 2013 у Wayback Machine.]         |                                |
| Кіпр                 | Κυπριακη Ομοσπονδια Ρετοσφαιρισησ                                             | 1980               | volleyball.org.cy                                                      | SCD                            |
| Латвія               | Latvijas Volejbola Federācija                                                 | 1992               | volejbols.lv [Архівовано 27 травня 2008 у Wayback Machine.]            | EEVZA                          |
| Литва                | Lietuvos Tinklinio Federacija                                                 | 1992               | ltf.lt [Архівовано 12 квітня 2005 у Wayback Machine.]                  | EEVZA                          |
| Ліхтенштейн          | Liechtensteiner Volleyball Verband                                            | 1978               | lvbv.li [Архівовано 12 березня 2008 у Wayback Machine.]                | SCD                            |
| Люксембург           | Fédération Luxembourgeoise de Volleyball                                      | 1951               | flvb.lu [Архівовано 10 грудня 2008 у Wayback Machine.]                 | SCD                            |
| Македонія            | Одбоjкарска Федерациjа на Македониjа                                          | 1993               | BVA                                                                    |                                |
| Мальта               | Malta Volleyball Association                                                  | 1984               | maltavolleyball.org [Архівовано 16 грудня 2008 у Wayback Machine.]     | SCD                            |
| Молдова              | Federaţia de Volei din Republica Moldova                                      | 1992               | BVA                                                                    |                                |
| Монако               | Federation Monegasque de Volley-Ball                                          | 1988               | federation-volleyball.mc [Архівовано 9 квітня 2022 у Wayback Machine.] | SCD                            |
| Нідерланди           | Nederlandse Volleybal Bond                                                    | 1947               | volleybal.nl [Архівовано 7 вересня 2020 у Wayback Machine.]            |                                |
| Норвегія             | Norges Volleyballforbund                                                      | 1949               | volleyball.no [Архівовано 19 червня 2010 у Wayback Machine.]           | NEVZA                          |
| Польща               | Polski Związek Piłki Siatkowej                                                | 1947               | pzps.pl [Архівовано 31 грудня 2013 у Wayback Machine.]                 | EEVZA                          |
| Португалія           | Federação Portuguesa de Voleibol                                              | 1947               | fpvoleibol.pt [Архівовано 22 січня 2011 у Wayback Machine.]            |                                |
| Росія                | Всероссийская федерация волейбола                                             | 1992               | volley.ru [Архівовано 27 серпня 2011 у Wayback Machine.]               | EEVZA                          |
| Румунія              | FederaţіаП Romǎnǎ e Volei                                                     | 1947               | frvolei.ro [Архівовано 27 травня 2002 у Wayback Machine.]              | BVA                            |
| Сан-Марино           | Federazione Sammarinese Pallavolo                                             | 1987               | federvolleysm.org [Архівовано 28 квітня 2021 у Wayback Machine.]       | SCD                            |
| Північна Ірландія    | Nortern Ireland Volleyball Association                                        | 1982               | nivb.com [Архівовано 8 березня 2022 у Wayback Machine.]                | SCD                            |
| Сербія               | Odbojkaški Savez Srbije                                                       | 2006               | ossrb.org [Архівовано 20 травня 2015 у Wayback Machine.]               | BVA                            |
| Словаччина           | Slovenska Volejbalova Federacia                                               | 1993               | svf.sk [Архівовано 11 серпня 2011 у Wayback Machine.]                  | MEVZA                          |
| Словенія             | Odbojkarska Zveza Slovenije                                                   | 1992               | odbojka.si [Архівовано 4 травня 2022 у Wayback Machine.]               | MEVZA                          |
| Туреччина            | Türkiye Voleybol Federasyonu                                                  | 1949               | tvf.org.tr [Архівовано 23 лютого 2017 у Wayback Machine.]              | BVA                            |
| Україна              | Федерація волейболу Украïни                                                   | 1992               | fvu.in.ua                                                              | EEVZA                          |
| Уельс                | Volleyball Wales                                                              | 1989               | volleyballwales.org [Архівовано 13 червня 2021 у Wayback Machine.]     | SCD                            |
| Фарерські острови    | Flogbóltssamband Føroya                                                       | 1978               | fbf.fo [Архівовано 22 січня 2009 у Wayback Machine.]                   | NEVZA, SCD                     |
| Фінляндія            | Suomen Lentopalloliitto                                                       | 1957               | lentopalloliitto.fi [Архівовано 2 грудня 1998 у Wayback Machine.]      | NEVZA                          |
| Франція              | Federation Française de Volley-Ball                                           | 1947               | ffvb.org [Архівовано 25 грудня 2015 у Wayback Machine.]                |                                |
| Хорватія             | Hrvatska Odbojkaška Udruga                                                    | 1992               | hou.hr                                                                 | MEVZA                          |
| Чорногорія           | Odbojkaški Savez Crne Gore                                                    | 2006               | oscg.me [Архівовано 10 травня 2022 у Wayback Machine.]                 | BVA                            |
| Чехія                | Česky volejbalovy Svaz                                                        | 1993               | cvf.cz [Архівовано 16 грудня 2005 у Wayback Machine.]                  | MEVZA                          |
| Швейцарія            | Swiss Volley                                                                  | 1957               | volleyball.ch [Архівовано 17 березня 2011 у Wayback Machine.]          |                                |
| Швеція               | Svenska Volleybollförbundet                                                   | 1961               | volleyboll.se [Архівовано 1 грудня 2008 у Wayback Machine.]            | NEVZA                          |
| Шотландія            | Scottish Volleyball Association                                               | 1970               | scottishvolleyball.org [Архівовано 4 грудня 2008 у Wayback Machine.]   | SCD                            |
| Естонія              | Eesti Võrkpalliliit                                                           | 1992               | evf.ee [Архівовано 2 грудня 2008 у Wayback Machine.]                   | EEVZA                          |